# 里卡德·戈兰森
里卡德·戈兰森（瑞典語：Rickard Göransson；1974年3月3日—），瑞典作曲家、製作人和音樂家，亦是美國另類搖滾樂隊卡羅來納騙子的主吉他手。戈兰森的創作歌曲包含了〈砰砰〉、〈上帝是女人〉和〈胡薩維克〉，其中〈胡薩維克〉獲得包括奧斯卡金像獎、评论家选择电影奖等獎項提名，並最終獲得第2屆美國作曲家及作詞家協會獎最佳傑出原創影視歌曲。

## 外部連結
- 里卡德·戈兰森在互联网电影资料库（IMDb）上的資料（英文）